# Reinhard Höhn
Reinhard Höhn (ur. 29 lipca 1904 w Gräfenthal, zm. 14 maja 2000 w Bad Harzburg) – niemiecki prawnik oraz SS-Oberführer. W III Rzeszy pełnił funkcję doradcy prawnego policji i SS, był Hauptabteilungsleiterem w SD-Hauptamt oraz osobistym doradcą Heinricha Himmlera. Po wojnie w Niemczech zachodnich był twórcą harzburskiego modelu zarządzania oraz znanym i cenionym, do czasu odkrycia nazistowskiej przeszłości, menedżerem.

## Życiorys
Po zakończeniu I wojny światowej pomiędzy 1923 a 1932 przyłączył się do nacjonalistycznej niemieckiej organizacji Zakon Młodych Niemców (niem. Jungenddeutscher Orden – Jungdo).
W lipcu 1933 wstąpił do NSDAP otrzymując legitymację o numerze 2175900; do SS wstąpił w grudniu tego samego roku (nr SS – 36 229). W okresie narodowego socjalizmu Reinhard Höhn zrobił w nazistowskich Niemczech szybką karierę w SS. Od 1934 brał udział w zorganizowaniu krajowej wywiadowczej służby informacyjnej SD (niem. Sicherheitsdienst). W latach 1935–1939 kierował Wydziałem Centralnym na Kraj II/2 SD zajmującym się wewnętrznym wywiadem w Niemczech.
Od 1936 był członkiem Akademii Prawa Niemieckiego. W 1936 został awansowany na stanowisko szefa departamentu w Głównym Urzędzie Bezpieczeństwa Rzeszy (niem.Reichssicherheitshauptamt – RSHA). W 1939 awansowany został na Standartenführera.
Gdy w 1939 roku Carl Schmitt opublikował książkę "Porządek wielkoobszarowy w prawie międzynarodowym z zakazem interwencji dla sił obcych danemu obszarowi. Przyczynek do pojęcia Rzeszy w prawie międzynarodowym" (wyd. polskie: Aletheia, Warszawa 2018) dotyczący tematyki między innymi budowy niemieckiego imperium w Europie, Höhn został jednym z jego najważniejszych krytyków. Wytykał on koncepcji Schmitta liberalizm i inspiracje Heglem z racji na uznanie przez tego państw za podmiot polityczny, zamiast wielkich przestrzeni (niem. Großraum) jak chcieli nazistowscy prawnicy.
Między 1939 i 1945 Höhn był dyrektorem Państwowego Instytutu Śledczego przy Uniwersytecie w Berlinie. W latach 1941–1943 publikował czasopismo poświęcone problematyce Lebensraumu oraz zyskaniu niemieckiej przestrzeni życiowej na wschodzie „Reichs-Volksordnung-Lebensraum”. Został wkrótce głównym specjalistą od spraw ludnościowych państw okupowanych. W 1944 awansowano go do stopnia SS-Oberführera.

## Okres powojenny
Po II wojnie światowej Reinhard Höhn ukrywał się, pracował jako uzdrowiciel, aby w 1955 pojawić się w roli założyciela, dyrektora oraz wykładowcy akademickiego w szkole zarządzania biznesowego Akademie für Führungskräfte der Wirtschaft (pol. Akademia Menedżerów Gospodarki) w Bad Harzburg w górach Harzu. Publikował również prace z zakresu teorii zarządzania, które miały wpływ na odbudowę i rozwój powojennej gospodarki RFN. Zadaniem uczelni było szkolenie młodej kadry kierowniczej, która miała objąć czołowe stanowiska w niemieckich przedsiębiorstwach. W sumie przez akademię przeszło około 600 000 studentów. Kiedy upubliczniono karierę Höhna w III Rzeszy, nastąpił upadek zarówno modelu jak i samej akademii, którą w 1989 przejęła grupa kształcenia ustawicznego COGNOS AG, a w 2005 uczelnię przeniesiono do Überlingen nad Jeziorem Bodeńskim.
Reinhard Höhn w latach 70. pojawił się w książce polskiego dziennikarza Krzysztofa Kąkolewskiego Co u pana słychać?, która po przetłumaczeniu na język niemiecki doprowadziła do skandalu medialnego w Polsce i w Niemczech. Kąkolewski przeprowadził wywiad z Reinhardem Höhnem, w którym skupił się głównie na sprawie przekazania przez niego Heinrichowi Himmlerowi w 1941 memoriału lekarza Adolfa Pokornego postulującego sterylizację „nieczystych rasowo” narodów podbitych przy pomocy soku z tropikalnej rośliny Caladium seguinum (difenbachia Seguiny) powodującej bezpłodność.

## Publikacje
W okresie narodowego socjalizmu w nazistowskich Niemczech był autorem licznych publikacji związanych z problematyką demografii oraz Lebensraumu, a także książek poświęconych problematyce prawnej i wojskowości. Wiele dzieł Höhna zostało w radzieckiej strefie okupacyjnej i NRD umieszczonych na liście literatury zakazanej. Po wojnie publikował książki dotyczące zarządzania oraz prawa gospodarczego.
- Artur Mahraun, der Wegweiser zur Nation. Sein politischer Weg aus seinen Reden und Aufsätzen, Rendsburg 1929
- Der bürgerliche Rechtsstaat und die neue Front. Die geistesgeschichtliche Lage einer Volksbewegung, Berlin 1929
- Die Staatswissenschaft und der Jungdeutsche Staatsvorschlag, Berlin 1929
- Allgemeines Schuldrecht. Lehrbuch, Berlin 1934
- Die Wandlung im staatsrechtlichen Denken, Hamburg 1934
- Vom Wesen der Gemeinschaft. Vortrag, gehalten auf der Landesführerschule des deutschen Arbeitsdienstes, Berlin 1934
- Rechtsgemeinschaft und Volksgemeinschaft, Hamburg 1935
- Otto von Gierkes Staatslehre und unsere Zeit, zugleich eine Auseinandersetzung mit dem Rechtssystem des 19. Jahrhunderts, Hamburg 1936
- mit Theodor Maunz und Ernst Swoboda, Grundfragen der Rechtsauffassung, München 1938
- Verfassungskampf und Heereseid. Der Kampf des Bürgertums um das Heer (1815-1850), Leipzig 1938
- Hrsg., Das ausländische Verwaltungsrecht der Gegenwart. Wesen, Aufgabe und Stellung der Verwaltung in Italien, Frankreich, Großbritannien und USA, Berlin 1940
- Frankreichs demokratische Mission in Europa und ihr Ende, Darmstadt 1940
- mit Wilhelm Stuckart und Herbert Schneider, Verfassungs-, Verwaltungs- und Wirtschaftsgesetze Norwegens. Sammlung der wichtigsten Gesetze, Verordnungen und Erlasse, Darmstadt 1942
- Die englische Ideologie vom Volksaufstand in Europa, Prag 1944
- Revolution, Heer, Kriegsbild, Darmstadt 1944
- Scharnhorsts Vermächtnis, Bonn 1952
- Die Führung mit Stäben in der Wirtschaft, Bad Harzburg 1961
- mit Gisela Böhme, Menschenführung im Handel, Bad Harzburg 1962
- Die Armee als Erziehungsschule der Nation. Das Ende einer Idee, Bad Harzburg 1963
- Die Stellvertretung im Betrieb. Ein Führungs- und Organisationsproblem im modernen Unternehmen, Bad Harzburg 1964
- mit Gisela Böhme, Führungsbrevier der Wirtschaft, Bad Harzburg 1966
- Das Harzburger Modell in der Praxis. 1967
- Das tägliche Brot des Management, Bad Harzburg 1978, ISBN 3-8020-0201-6